# Leonard Schrader
Leonard Schrader (* 30. November 1943 in Grand Rapids, Michigan; † 2. November 2006 in Los Angeles, Kalifornien) war ein US-amerikanischer Autor, Filmregisseur und -produzent, der 1986 mit dem Filmdrama Kuß der Spinnenfrau für einen Oscar nominiert war. Schrader war außerdem bekannt dafür, dass er die japanische Sprache in Wort und Schrift beherrschte.

## Leben
Leonard Schrader und sein jüngerer Bruder Paul wurden in Grand Rapids im US-Bundesstaat Michigan in eine streng calvinistisch geprägte Familie hineingeboren. Die Eltern waren niederländischer Abstammung. Paul Schrader äußerte einmal, dass sie in ihrer Jugend nicht hätten fernsehen dürfen und ihnen auch sonst alle weltlichen Vergnügungen untersagt waren. Erst als Leonard Schrader in den 1960er Jahren die University of Iowa besuchte, sah er das erste Mal einen Film. Nach seinem Studium entschloss er sich, für längere Zeit in Japan zu leben und zu arbeiten, wo er dann auch japanische Studenten im Fach amerikanische Literatur an der Universität Doshisha in Kyōto und der Universität Kyōto unterrichtete. Später unterrichtete er am American Film Institute (AFI) Studenten im Fach Screenwriting, also der Kunst, wie man ein Drehbuch schreibt. Außerdem unterrichtete er an der University of Southern California und an der Chapman University.
Kurz nach seiner Rückkehr aus Japan entstand auch sein erster Film, der Thriller Yakuza (1974), bei dem Sydney Pollack Regie führte. Leonard Schrader verfasste zusammen mit seinem Bruder Paul das Drehbuch, das von  Robert Towne angepasst wurde. Die Hauptrollen wurden von Robert Mitchum und Ken Takakura gespielt. Im Jahr 1978 entstand der Kriminalfilm Blue Collar mit Richard Pryor, Harvey Keitel und Yaphet Kotto unter der Regie von Paul Schrader. Das Drehbuch, das sich kritisch mit der Gewerkschaftsarbeit und dem Leben der Arbeiterschaft auseinandersetzt, verfassten die Brüder zusammen. Auch für den Film Diane (1979) schrieben Paul und Leonard Schrader das Drehbuch gemeinsam. Daran schlossen sich die japanische Produktionen Taiyô wo nusunda otoko (in Japan zum besten Film des Jahres 1980 gekürt) und Otoko wa tsurai yo: Torajirô haru no yume an, zu denen Leonard Schrader das Drehbuch unter dem Namen Renâdo Shureidâ verfasste. 
Zu einem besonderen Erfolg in seiner Karriere wurde die Literaturverfilmung Kuß der Spinnenfrau von 1985, eine Produktion von David Weisman, mit dem Schrader mehrfach zusammenarbeitete. Er schrieb das Drehbuch zum Film anhand der Romanvorlage von Manuel Puig. Auf der Oscarverleihung 1986 war er in der Kategorie Bestes adaptiertes Drehbuch für einen Oscar nominiert. Die Auszeichnung ging jedoch an Kurt Luedtke und die Literaturverfilmung Jenseits von Afrika.
Die Literaturverfilmung Mishima – Ein Leben in vier Kapiteln, die auf der Biografie und dem Werk des japanischen Schriftstellers Yukio Mishima beruht, war wiederum eine gemeinsame Arbeit von Paul und Leonard Schrader. Für seinen letzten Film Nackter Tango, eine mythische Liebesgeschichte, die 1990 ins Kino kam, schrieb Leonard Schrader das Drehbuch und führte auch Regie. Der Film führte ihn wieder mit David Weisman zusammen, der als Produzent fungierte. Bei dem 2010 ins Kino gekommenen Kurzfilm Edie: Girl on Fire stammen Passagen des Drehbuchs aus der Feder von Schrader, da Weisman sich bereits Anfang der siebziger Jahre mit dem Leben und Verfall der Susan Superstar alias Edie Sedgwick in seinem Film Ciao! Manhattan auseinandersetzte und unter Schraders Mithilfe peu à peu ein Drehbuch für seinen späteren Film verfasste. 
Leonard Schrader verstarb im November 2006 im Alter von 62 Jahren infolge Herzversagens. Wie sein Bruder Paul mitteilte, litt er an diversen Erkrankungen, einschließlich Krebs. Von 1977 bis zu seinem Tod war er mit der Japanerin Chieko verheiratet. Er hatte seine spätere Frau während seines Aufenthaltes in Japan kennengelernt. Sie unterstützte ihn auch beim Verfassen der Drehbücher nicht nur seiner japanischen Filme. Er war der Schwager der Schauspielerin Mary Beth Hurt, mit der sein Bruder Paul seit 1983 verheiratet ist.

## Filmografie (Auswahl)
- 1974: Yakuza (The Yakuza; Autor)
- 1978: Blue Collar – Kampf am Fließband (Blue Collar; Autor)
- 1979: Diane (Old Boyfriends; Autor)
- 1979: Taiyô wo nusunda otoko (Drehbuch und Story, als Renâdo Shureidâ)
- 1979: Otoko wa tsurai yo: Torajirô haru no yume (wie zuvor)
- 1981: The Killing of America (Dokumentation; Autor, Regie, Produzent)
- 1983: Shonben raidâ (Autor)
- 1985: Kuß der Spinnenfrau (Kiss of the Spider Woman; Drehbuch)
- 1985: Mishima – Ein Leben in vier Kapiteln (Mishima: A Life in Four Chapters; Drehbuch, Produzent)
- 1990: Nackter Tango (Naked Tango; Drehbuch, Regie)
- 2003: Rules of the Game (Kurzfilm; Drehbuchberater)
- 2010: Edie: Girl on Fire (Kurzfilm; basierend auf den Erfahrungen zum Film Ciao! Manhattan von 1972)

Schrader erhielt Danksagungen in folgenden Filmen: 
- 2001: Last Breath (Kurzfilm)
- 2003: Rules of the Game (Kurzfilm)
- 2004: Childlike Violence (Kurzfilm)
- 2005: Reunion (Kurzfilm)
- 2006: The Pros and Cons of Breathing (Kurzfilm)
- 2006: House of the Rising Sun (Kurzfilm)
- 2007: The Walker (Widmung)
- 2007: The Quickie (Kurzfilm)
- 2008: The American Standards
- 2008: Käpt’n Abu Raed

## Auszeichnungen
- 1986: Oscarnominierung für Kuß der Spinnenfrau
- 1991: Deauville Filmfestival, nominiert für den Critics Award mit Nacker Tango